# Tupoljev Tu-104
Tupoljev Tu-104 (NATO oznaka: Camel) je dvomotorno ozkotrupno reaktivno potniško letalo, ki so ga zasnovali v OKB Tupoljev v takratni Sovjetski zvezi. Je bilo prvo uspešno reaktivno letalo. Sicer pa je bil šesto reaktivno letalo po vrstnem redu Vickers Type 618 Nene-Viking, de Havilland Comet, Avro Canada C102 Jetliner, Boeing 367-80 in Sud Aviation Caravelle). Je bil drugo po vstopu v uporabo in je bil med letoma 1956 in 1958 edino reaktivno potniško letalo.
Leta 1957, je bil Češkoslovaška ČSA, (zdaj Czech Airlines) prva letalska družba s samo reaktivnimi letali. Tu-104 je prepreljal več kot 90 milijonov potnikov z Aeroflotom, letel je tudi pri Sovjetskih letalskih silah. Njegovi nasledniki so prvi turboventilatorsi reaktivec Tu-124, Tu-134 in trimotorni Tu-154.
V 1950ih je Aeroflot potreboval novo moderno letalo, ki bi zamenjalo batna letala tisteg časa. Novo letalo je razvil OKB Tupoljev na bazi vojaškega bombnika Tu-16 'Badger'. Ohranili so krilo, motorje in repni del, razširili so trup in ga presurizirali za 50 potnikov. Prototip (SSSR-L5400) je prvič poletel leta 1950 v Kharkovu, Ukrajina. Uporabili so zaviralno padalo, ki je za okrog 400 metrov skrajašlo pristajalno razdaljo. Veliko stez tistega časa ni bilo dovolj dolgih.
Prihod Tu-104 v London leta 1956 je šokiral nekatere zahodne strokovnjake, ki niso menili, da lahko Sovjetu zgradijo tako sposobno letalo. Do leta 1960, ko se je proizvodnja ustavila so zgradili okrog 200 letal.
Tu-104 so poganjala dva turboreaktivna motorja Mikulin AM-3, nameščena v notranjost krila, podobno kot de Havilland Comet. Posadka je štela pet ljudi: pilot, kopilot, navigator, inženir in radio operater.
Pilot so trenirali naprej na letalu Il-28, potem na bombniku Tu-16 in na koncu v Tu-104. Tu-104 je bil za pilotiranje zahtevno letalo, imel je težke kontrole, hiter pri pristanku in možnost izgube vzgona pri majhnih hitrostih.
Izkušnje iz Tu-104 so uporabili na turboventilatorskem Tupoljev Tu-124 in kasneje na bolj komercialno uspešnem Tu-134

## Tehnične specifikacije
- Posadka: 5-7
- Kapaciteta: 50–115 potnikov
- Dolžina: 40,05 m (131 ft 5 in)
- Razpon kril: 34,54 m (113 ft 4 in)
- Višina: 11,90 m (39 ft 0 in)
- Površina kril: 184 m² (1975 ft²)
- Prazna teža: 43 800 kg (96 560 lb)
- Naložena teža: 78 100 kg (172 180 lb)
- Motorji: 2 × Mikulin AM-3M-500 turboreaktivna, 95,1 kN (21,400 lbf) vsak

- Dolet: 2 750 km (1 485 nm, 1 709 mi)
- Višina leta (servisna): 12 000 m (39 370 ft)
- Hitrost vzpenjanja: 10 m/s (1 969 ft/min)